# یوون له روکس
یوون له روکس (به فرانسوی: Yvon Le Roux) بازیکن فوتبال و مدافع اهل فرانسه است که از سال ۱۹۸۳ تا ۱۹۸۹ میلادی عضو تیم ملی فوتبال فرانسه بوده‌است. وی در ۲۸ بازی ملی حضور داشته است و در بازی‌های ملی‌اش ۱ گل به ثمر رساند.